# Phytomyza diversicornis
Phytomyza diversicornis este o specie de muște din genul Phytomyza, familia Agromyzidae, descrisă de Friedrich Georg Hendel în anul 1927.
Este endemică în Austria. Conform Catalogue of Life specia Phytomyza diversicornis nu are subspecii cunoscute.